# 3º Fronte ucraino
Il 3º Fronte ucraino fu un grande raggruppamento strategico dell'Armata Rossa sovietica, costituito durante la seconda guerra mondiale sul Fronte orientale. Il Fronte nella terminologia tradizionale russa e sovietica era equivalente ad un gruppo d'armate degli eserciti occidentali.
Una parte dei reparti del 3º Fronte ucraino e i suoi quadri di comando provenivano direttamente dal Fronte sud-occidentale che aveva svolto un ruolo importantissimo nella battaglia di Stalingrado.

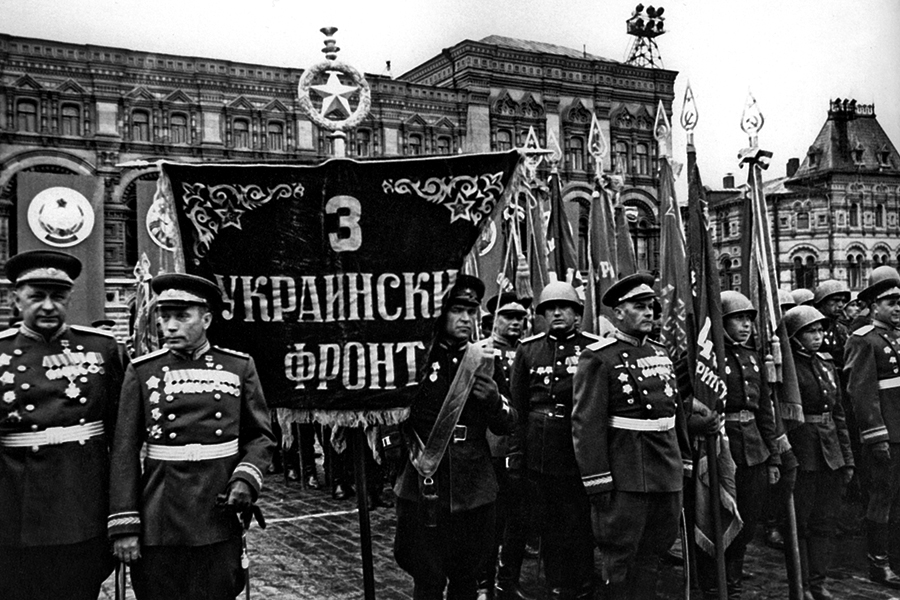
La rappresentanza del 3º Fronte ucraino alla parata della vittoria di Mosca del 1945.

Nel'ottobre 1943, dopo la serie di successi seguiti alla battaglia di Kursk, lo Stavka decise di riorganizzare completamente il suo schieramento in preparazione dell'imminente offensiva lungo la linea del fiume Dniepr che i tedeschi stavano cercando di fortificare; nel quadro della nuova denominazione dei Fronti combattenti che avrebbero dovuto liberare l'Ucraina, il Fronte sud-occidentale divenne il 3º Fronte ucraino e rimase affidato all'esperto generale Rodion Malinovskij. Negli ultimi mesi del 1943 questo raggruppamento di armate partecipò alla difficile offensiva sul basso Dniepr; le forze del generale Malinovskij, opportunamente rinforzate dall'alto comando sovietico, attaccarono la testa di ponte tedesca di Zaporoze ed entro il mese di novembre riuscirono a liberare questa importante città, quindi, in collaborazione con le truppe del 2º Fronte ucraino, continuarono ad avanzare sulla riva destra del fiume e liberarono anche Dnepropetrovsk. Nella successiva campagna dell'inverno 1943-44 il 3º Fronte ucraino ottenne nuovi importanti successi: entrò, dopo aspri combattimenti contro le truppe tedesche trincerate, a Krivoj Rog e Nikopol' in collaborazione con le armate del 4º Fronte ucraino, quindi proseguì ad avanzare rapidamente in direzione di Odessa che venne liberata il 10 aprile 1944.
Nella primavera 1944 il 3º Fronte ucraino passò al comando del generale Fëdor Ivanovič Tolbuchin che aveva appena completato la liberazione della Crimea; da questo momento il Fronte avrebbe combattuto fino alla fine della guerra nel settore meridionale del Fronte Orientale in stretta collaborazione con le armate del 3º Fronte ucraino e avrebbe contribuito alla liberazione di tutta l'area Balcanica. Le armate del generale Tolbuchin parteciparono quindi dal 20 agosto 1944 alla brillante offensiva a tenaglia di Jasi-Kisinev; subito dopo, mentre le truppe del 2º Fronte ucraino entravano a Bucarest, scesero verso sud e passarono in Bulgaria raggiungendo rapidamente Sofia. I due stati balcanici si affrettarono a chiedere l'armistizio all'Unione Sovietica e le formazioni del 3º Fronte ucraino poterono proseguire facilmente e in ottobre le unità corazzate di punta marciarono su Belgrado che fu liberata in collaborazione con i partigiani jugoslavi dopo una violenta battaglia conclusa il 20 ottobre 1944.
Nell'ultima fase della guerra il 3º Fronte ucraino, sempre al comando del maresciallo Tolbuchin, partecipò alla lunga e difficile campagna per accerchiare Budapest e quindi dovette respingere le ultime violente controffensive tedesche a gennaio (operazione Konrad) e marzo 1945 (offensiva del Lago Balaton); dopo aver superato alcuni momenti difficili, le armate del Fronte ebbero la meglio e in aprile 1945 conclusero vittoriosamente la guerra contribuendo all'accerchiamento e alla conquista di Vienna. Una parte delle truppe del maresciallo Tolbuchin entrarono in collegamento sul confine austriaco con le unità americane del generale George Patton.
Il 3º Fronte ucraino venne sciolto ufficialmente il 15 giugno 1945 e la maggior parte delle sue forze venne assegnata al Gruppo di forze meridionale, incaricato di presidiare la Romania e la Bulgaria.

## Comandanti in capo del 3º Fronte ucraino
| # | Nome                          | Immagine | Inizio       | Termine     | Note                                              |
| - | ----------------------------- | -------- | ------------ | ----------- | ------------------------------------------------- |
| 1 | Rodion Jakovlevič Malinovskij |          | ottobre 1943 | maggio 1944 | Assume il comando del 2º Fronte ucraino           |
| 2 | Fëdor Ivanovič Tolbuchin      |          | maggio 1944  | giugno 1945 | Assume il comando del Gruppo di forze meridionale |

## Ordine di battaglia nell'offensiva del Lago Balaton 1945
- Quartier generale[2]
- 4ª Armata delle guardie
- 26ª Armata
- 27ª Armata
- 46ª Armata
- 57ª Armata
- 1ª Armata bulgara
- 3ª Armata jugoslava
  -  18º Corpo corazzato
  -  23º Corpo corazzato
  -  1º Corpo meccanizzato delle guardie
  -  5º Corpo di cavalleria delle guardie (meccanizzato)

## Effettivi nell'offensiva del Lago Balaton
| Consistenza organica del 3º Fronte ucraino durante la battaglia del Lago Balaton.                                                  |
| Personale ufficiali e soldati: 465.000                                                                                             |
| Mezzi di trasporto autocarri: dati non disponibili                                                                                 |
| Armamento carri armati e cannoni semoventi: 400 cannoni anticarro e pezzi d'artiglieria campale: 7.000 aerei da combattimento: 965 |